# یاکانداندا
یاکانداندا (به انگلیسی: Yackandandah) یک شهرک در استرالیا است که در ویکتوریا (استرالیا) واقع شده‌است. در سرشماری سال دوهزار و یازده تعداد جمعیت ۹۵۰ نفر بود.